# Boris Vujčić
Boris Vujčić (nacido el 2 de junio de 1964 en Zagreb) es el gobernador del Banco Nacional de Croacia. Sucedió a Željko Rohatinski en julio de 2012.

## Educación
Vujčić se graduó de la Universidad de Zagreb, de la Facultad de Economía en 1988, donde también recibió su doctorado en 1996.

## Carrera
Inició su carrera profesional en 1989 como asistente en la Facultad de Economía en Zagreb. En 1996 fue nombrado el jefe del departamento de investigación del Banco Nacional de Croacia. Más tarde, en 1997, se convirtió en un profesor de la Facultad de Economía en Zagreb y desde 2003, profesor asociado. Desde el año 2000 ocupó el cargo de vicegobernador del Banco Nacional de Croacia, y en 2012 fue nombrado gobernador.  Era gobernador cuando se produjo la entrada de Croacia Unión Europea. Sin embargo, negó necesitar un rescate internacional tras los efectos en su país de la crisis financiera de 2008.